# Etheostoma perlongum
Etheostoma perlongum är en fiskart som först beskrevs av Carl Leavitt Hubbs och Edward C. Raney, 1946. Etheostoma perlongum ingår i släktet Etheostoma och familjen abborrfiskar. Inga underarter finns listade i Catalogue of Life.